# 休·塞缪尔·约翰逊
休·塞缪尔·约翰逊（英語：Hugh Samuel Johnson，1882年8月5日—1942年4月15日），是美国撰稿人、专栏作家，曾为美国总统富兰克林·罗斯福写了大量演讲稿。

## 生平
1882年，出生于堪萨斯州斯科特堡的律师家庭。
1899年，进入西点军校学习。
1903年，任骑兵少尉。
1911年，升为中尉。
1912年，任加州红杉国家公园管理员。
1915年，获得加州大学伯克利分校法律学士。
1916年，升为上尉。
1917年，升少校，8月升中校，10月任宪兵副司令。
1918年，升上校，4月升准将，10月为总参谋部的采购、库管、交通部助理主任。
1919年，任莫林犁公司副总经理。
1927年，任伯纳德·巴鲁克的顾问。
1932年，支持民主党总统候选人富兰克林·罗斯福。
1933年，任全国复兴总署署长。
1934年，解雇。
1939年，支持孤立主义。
1940年，支持共和党总统候选人温德尔·威尔基。
1942年，病逝。

## 著作
- 《The Dam》（1911年）